# 亚科·塔卢斯
亚科·塔卢斯（芬蘭語：Jaakko Tallus，1981年2月23日—），芬兰男子北欧两项运动员。他曾代表芬兰参加2002年、2006年和2010年冬季奥林匹克运动会北欧两项比赛，共收获一枚金牌、一枚银牌和一枚铜牌。